# Yoshie Ueno
Yoshie Ueno, född den 1 juli 1983 i Asahikawa, Japan, är en japansk judoutövare.
Hon tog OS-brons i damernas halv mellanvikt i samband med de olympiska judotävlingarna 2012 i London.